# 拉觉石杉
拉觉石杉（学名：Huperzia lajouensis）为石杉科石杉属下的一个种。

## 扩展阅读
維基物種上的相關：拉觉石杉